# Distretto di Aqsu
Il distretto di Aqsu (in kazako Ақсу ауданы?; in russo Аксуский район?), o Aksu, è un distretto (audan) kazako della regione di Jetısu con capoluogo Jansügırov.